# けもの道 (Coccoの曲)
「けもの道」（けものみち）は、日本の歌手Coccoの8枚目のシングルである。2000年6月28日発売。発売元はビクターエンタテインメント。

## 概要
- 前作から2ヶ月ぶりとなるシングル。
- アルバム『ラプンツェル』からのリカット。

## 収録曲
（全作詞：こっこ）
1. けもの道（5:02）
  - 作曲：こっこ／編曲：根岸孝旨／弦編曲 : 村山達哉
2. 真冬の西瓜（1:23）
  - 作曲：こっこ
3. つめたい手（4:10）
  - 作曲・編曲：根岸孝旨

## 収録アルバム
けもの道
- オリジナル『ラプンツェル』（2000年6月14日）
- ベスト『ベスト+裏ベスト+未発表曲集』（2001年9月5日）
- ベスト『ザ・ベスト盤』　(2011年8月15日)

## テレビ出演
けもの道
- 2000年6月17日　TBS系「COUNT DOWN TV」

## 参加ミュージシャン
けもの道
- Drums : 向山テツ
- Electric Bass, Electric Guitar, Acoustic Guitar : 根岸孝旨
- Keyboard : 柴田俊文
- Percussion : 大石真理恵
- Programming : 梅崎俊春
- Strings : 村山・落合ストリングス
- Drums Technician : 加藤俊一郎 (JAM), 黒尾博 (MOBY DICK)

つめたい手
- Drums : 向山テツ
- Electric Bass, Electric Guitar, Bariton Guitar, Tambourine : 根岸孝旨
- Electric Guitar, Acoustic Guitar : 堀越信泰
- Chorus : テリー&ドリー